# Bloubergstrand se sonsak
Bloubergstrand se sonsak is een single geschreven door de Zuid-Afrikaanse singer-songwriter Kurt Darren in 2008.

## Kurt Darren
De eerste versie van het nummer is het origineel door Kurt Darren. Deze versie was in 2008 al te vinden op het album Uit die diepte van my hart, maar werd in 2010 pas als single uitgebracht, nadat Vinzzent het nummer had gecoverd. De tekst van het nummer is geschreven in het Afrikaans. Het lied was geen hit en bereikte nergens de hitlijsten.

## Dromendans
Eveneens in 2010 kwam de Nederlandse zanger Vinzzent met een Nederlandstalige versie van het nummer (Dromendans). Het lied werd eerst als single uitgebracht, waarna het de twaalfde positie in de Single Top 100 behaalde. In 2011, na het uitbrengen van het album Droomwereld waar Dromendans als eerste track op staat, behaalde het lied nieuwe interesse en kwam het opnieuw in de Single Top 100. Tegelijkertijd bracht Vinzzent de single opnieuw uit, omdat het nummer erg populair was onder studenten. In deze periode haalde het nummer in deze lijst ook zijn hoogste positie, de zevende plaats. Kurt Darren en Vinzzent hebben samen een medley van beide nummer gezongen tijdens een reis van Vinzzent in Zuid-Afrika. De single heeft in Nederland in 2011 goud behaald, en in 2017 én 2019 de platina status.